# 革命广场 (贝桑松)
革命广场（Place de la Révolution）是法国勃艮第-弗朗什-孔泰大区杜省省会贝桑松市中心老城区（La Boucle）西北部的一个半封闭矩形广场，面积约1200平方米，是该市最大的广场。肉店街（rue des Boucheries，通向巴唐区）、谷仓街（Rue des Granges，通向老城区中心）、克劳德·古迪梅尔路（rues Claude Goudimel）、古斯塔夫·库尔贝路（rue Gustave Courbet，通向parking Beaux-Arts）在此交汇。广场主要是步行，但仍有机动车辆可到达。电车T1、T2路经此。这里是一个受当地人（Bisontins）、学生和游客欢迎的地方，有许多带露台的酒吧和餐厅，以及通常的市中心商店。它通常被称为“市场广场”（place du Marché）。

## 历史
“革命广场”得名于1830年法国七月革命。
这个广场在中世纪称为“市场之井广场”（place du Puits du Marché），17世纪称为“新广场”（place Neuve），1789年革命时被称为“富足广场”（place de l'Abondance），1904年称为“革命广场”。“拉伯里广场”（place Labourey）这个名字使用过很长一段时间，以纪念1618年巴塞洛米·拉伯里（Barthélémy Labourey）遭受的折磨。.法院判决摧毁了他的房子.
贝桑松人蔑视官方名称，现在称之为“市场广场”。事实上，贝桑松市场在这里已经有很长一段时间了。它现在位于博物馆后面的“美术市场”有盖建筑内。
在1910年杜河洪水期间，这里与市中心其他地区一样，被两米深的水淹没。
自1986年以来，作为遗产保护的一部分，革命广场于2005年修复。

## 建筑
革命广场有许多重要的行政和文化建筑，包括东北部的贝桑松美术和考古学博物馆（Musée des beaux-arts et d'archéologie de Besançon），以前的贝桑松音乐学院和贝桑松圣灵堂（Temple du Saint-Esprit de Besançon）。其他建筑是三层或四层的典型的贝桑松民居或老商铺。广场周围的所有建筑统一都是用[沙于石（pierre de Chailluz）建造。广场上还有美丽的喷泉，可以追溯到1854年，由阿尔方斯·德拉克罗瓦（Alphonse Delacroix）创作。.

## 事件
革命广场举行过示威活动、音乐会、书展以及圣诞市场。在节日期间，它安装了一个摩天轮。